# Macdunnoughia bigutta
Macdunnoughia bigutta är en fjärilsart som beskrevs av Otto Staudinger 1892. Macdunnoughia bigutta ingår i släktet Macdunnoughia och familjen nattflyn. Inga underarter finns listade i Catalogue of Life.